# Kanton Peyrehorade
Kanton Peyrehorade (francouzsky Canton de Peyrehorade) je francouzský kanton v departementu Landes v regionu Akvitánie. Tvoří ho 13 obcí.

## Obce kantonu
- Bélus
- Cauneille
- Hastingues
- Oeyregave
- Orist
- Orthevielle
- Pey
- Peyrehorade
- Port-de-Lanne
- Saint-Cricq-du-Gave
- Saint-Étienne-d'Orthe
- Saint-Lon-les-Mines
- Sorde-l'Abbaye